# Peña Colorada, Michoacán de Ocampo
Peña Colorada är en ort i Mexiko.   Den ligger i kommunen Aguililla och delstaten Michoacán de Ocampo, i den södra delen av landet, 400 km väster om huvudstaden Mexico City. Peña Colorada ligger 250 meter över havet och antalet invånare är 437.
Terrängen runt Peña Colorada är kuperad åt sydost, men åt nordväst är den platt. Runt Peña Colorada är det ganska glesbefolkat, med 42 invånare per kvadratkilometer. Närmaste större samhälle är Felipe Carrillo Puerto, 14,8 km nordväst om Peña Colorada. I omgivningarna runt Peña Colorada växer huvudsakligen savannskog.